# Parque Saburo Hirao
El Parque Saburo Hirao es un parque natural urbano ubicado en San Salvador, capital de El Salvador. Es administrado por el Ministerio de Cultura de El Salvador.
Forma parte de las estrategias del Estado salvadoreño para preservar zonas verdes urbanas. Cuenta con programas de mantenimiento ecológico, restauración de hábitats y reforestación con especies nativas.

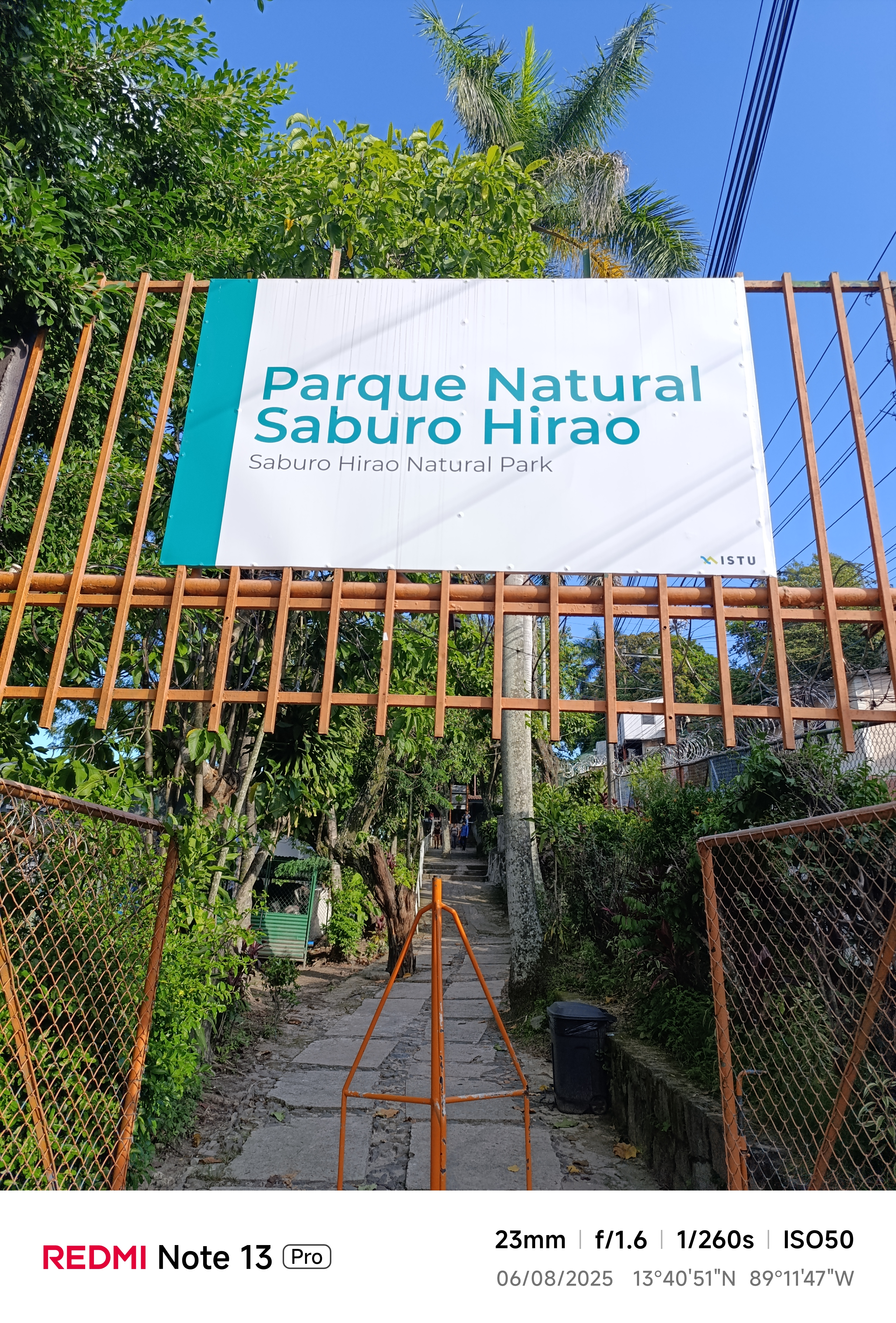
Parque Saburo Hirao Entrada

## Historia
El parque, ubicado al sur de San Salvador, en las cercanías de la residencial La Cima y el Bulevar de los Próceres, fue inaugurado el 12 de febrero de 1976 y lleva el nombre de Saburo Hirao, un empresario de origen japonés que contribuyó al desarrollo agrícola y forestal de El Salvador. Fue construido en la antigua finca La Gloria, donde anteriormente se cultivaban café y otros frutos.

## Características
El Parque Saburo Hirao se extiende por aproximadamente 16 hectáreas. Está compuesto por senderos ecológicos, jardines botánicos, zonas de picnic, áreas recreativas para niños y espacios educativos.

### Educación y cultura
El parque sirve como espacio para la educación ambiental y cultural. Recibe visitas escolares, universitarias y del público general para actividades relacionadas con la conservación del medio ambiente, ciencia y ecología.